# Ghioroc
Ghioroc è un comune della Romania di 4 216 abitanti, ubicato nel distretto di Arad, nella regione storica della Transilvania.
Il comune è formato dall'unione di 3 villaggi: Ghioroc, Cuvin, Miniș.

## Monumenti e luoghi d'interesse
- Chiesa cattolica (1779-1781)
- Chiesa ortodossa dedicata a San Dimitrie Mucenic (1793)
- Museo della vite e del vino, ospitato in un castello ristrutturato (nella foto)
- Museo dell'agricoltura